# Planetarische Diskriminante
Die planetarische Diskriminante μ wurde im Zusammenhang mit der Frage der Planetendefinition von Steven Soter eingeführt. Sie gibt das Verhältnis der Masse eines im Sonnensystem befindlichen Körpers zu der Masse der sonstigen Objekte in seiner Umlaufbahn und deren Umgebung an, sofern es sich dabei nicht um Monde oder resonant umlaufende Himmelskörper handelt. 
Die folgende Tabelle enthält die Werte der planetarischen Diskriminante für alle derzeit bekannten Planeten und mehrere Zwergplaneten. Die derzeit acht bekannten Planeten des Sonnensystems nach der Definition der Internationalen Astronomischen Union (IAU) von 2006 haben einen Wert μ größer 100, Zwergplaneten einen Wert kleiner 100.
Des Weiteren ist auch der Stern-Levison-Parameter normiert auf die Erde angegeben. Er ist definiert als
{\displaystyle \Lambda =k{\frac {M^{2}}{P}}={\frac {T}{\tau }}}. Dabei ist
- {\displaystyle M} die Masse des Objekts
- {\displaystyle P} die Umlaufzeit des Objekts
- {\displaystyle T={\frac {1}{H_{0}}}} die Hubble-Zeit
- {\displaystyle \tau } Dauer um kleinere Objekte aus dem Bahnbereich zu entfernen
- {\displaystyle k} eine für das jeweilige System typische Konstante[1]

Die Größe dieser Parameter wurde für Beobachtungen von Planeten um fremde Sterne entwickelt und gibt an, wie stark ein Planet seine Umgebung kontrolliert. Für die Erde ist ΛE ca. 150.000.
| Rang | Name    | Bild | Planetarische Diskriminante μ | Stern-Levison-P. Λ/ΛE | Masse (in kg) | Objekttyp   | Große Halbachse |
| ---- | ------- | ---- | ----------------------------- | --------------------- | ------------- | ----------- | --------------- |
| 1    | Erde    |      | 1700000                       | 1.00e0                | 5.9736e24     | 3. Planet   | 1 AE            |
| 2    | Venus   |      | 1350000                       | 1.08e0                | 4.8685e24     | 2. Planet   | 0,7230 AE       |
| 3    | Jupiter |      | 625000                        | 8.51e3                | 1.8990e27     | 5. Planet   | 5,204 AE        |
| 4    | Saturn  |      | 190000                        | 3.08e2                | 5.6846e26     | 6. Planet   | 9,582 AE        |
| 5    | Merkur  |      | 91000                         | 1.26e-2               | 3.3020e23     | 1. Planet   | 0,3871 AE       |
| 6    | Uranus  |      | 29000                         | 2.51e0                | 8.6832e25     | 7. Planet   | 19,201 AE       |
| 7    | Neptun  |      | 24000                         | 1.79e0                | 1.0243e26     | 8. Planet   | 30,047 AE       |
| 8    | Mars    |      | 5100000                       | 6.10e-3               | 6.4185e23     | 4. Planet   | 1,524 AE        |
| 9    | Ceres   |      | 0.33                          | 8.70e-9               | 9.3500e20     | Zwergplanet | 2,767 AE        |
| 10   | Eris    |      | 0.10                          | 3.50e-8               | 1.6600e22     | Zwergplanet | 67,740 AE       |
| 11   | Pluto   |      | 0.07                          | 1.95e-8               | 1.2500e22     | Zwergplanet | 39,482 AE       |